# Havârna (gmina)
Havârna – gmina w Rumunii, w okręgu Botoszany. Obejmuje miejscowości Balinți, Galbeni, Gârbeni, Havârna, Niculcea i Tătărășeni. W 2011 roku liczyła 4569 mieszkańców.